# 劉般
劉 般（りゅう はん、20年 - 78年）は、後漢の諸侯。字は伯興。前漢の宣帝の子の楚孝王劉囂の曾孫にあたる。

## 経歴
楚王劉紆（楚思王劉衍の子）の子として生まれた。王莽が帝位につくと、楚国は廃止された。劉般は数歳で父を失い、彭城で母と二人で暮らした。王莽が敗れて天下が乱れると、劉般の母は更始帝が即位したと聞いて、劉般とともに長安に逃れた。更始帝が敗れると、劉般の母は劉般とともに西に向かい、武威郡に流れ着いた。劉般はなお幼く、異域に身を置いて明日の死生も定かでなかったが、学問と修養を怠らなかった。
32年（建武8年）、隗囂が敗れて、河西回廊の交通が回復すると、劉般は家族を率いて東に向かった。洛陽に到着すると、師門で経学を修めた。33年（建武9年）、光武帝により甾丘侯に封じられ、曾祖父の楚孝王劉囂の祭祀を奉じ、甾丘侯国に赴任した。後に甾丘が楚国に属することになると、劉般は杼秋侯に徙封された。
43年（建武19年）、光武帝が沛国に行幸すると、郡中の諸侯の素行や才能について訊ねた。太守は劉般の束帯修飾の礼を行う態度が諸侯の師たるにふさわしいと推薦した。44年（建武20年）、再び光武帝が沛国に行幸すると、劉般は帝に従って洛陽への帰路をともにし、そのまま洛陽に留まって朝廷の位のないまま側近に仕えた。
58年（永平元年）、杼秋侯国が沛国に属することになると、劉般は居巣侯に徙封され、居巣侯国に赴任した。67年（永平10年）、劉般は洛陽に召還されて行執金吾事をつとめた。明帝に従って南陽に赴き、洛陽に帰ると朝侯となった。68年（永平11年）、屯騎校尉を兼ねた。
明帝は常平倉を置こうと考え、公卿たちにも賛同する者が多かった。しかし劉般は常平倉が民衆に利益があるとの名目でありながら、実際には豪族たちの利権となり、かえって民衆を侵害していると主張して反対した。またこの当時、民衆に兼業を禁じる令が下されていたが、劉般は江湖の沿岸の郡では養蚕の収量が少なく、農閑期に漁労をするのは農業の妨げにならず、むしろ増産につながるとして、禁令の緩和を求めた。
章帝が即位すると、劉般は長楽少府となった。77年（建初2年）、宗正に転じた。78年（建初3年）、死去した。享年は60。

## 子女
- 劉愷
- 劉憲（後嗣）
  - 劉重（劉憲の子、劉憲の死後、後嗣となる）

## 伝記資料
- 『後漢書』巻39 列伝第29